# Damas de Blanco
Las Damas de Blanco es un movimiento ciudadano de oposición en Cuba fundado en 2003 que reúne a esposas y otros familiares de presos cubanos, considerados generalmente como presos políticos, aunque el gobierno de la República de Cuba y sus partidarios los consideran presos comunes, y aquellos familiares que han sido hechos desaparecer por el gobierno. Según el movimiento, las personas y organizaciones que las apoyan, denuncian la existencia de "activistas democráticos presos por el solo hecho de ser disidentes de la dictadura de  los hermanos Castro (Fidel Castro y Raúl Castro)"; por el contrario, sus críticos afirman que son solo un "instrumento político del imperialismo estadounidense" y que los presos están encarcelados "por espionaje y conexiones probadas con la CIA luego de haber tenido proceso judicial".
Realizan concentraciones en defensa de los derechos de los presos políticos en la isla, vestidas de blanco muestran retratos de sus familiares encarcelados. Asisten a misa antes de concentrarse. El color blanco se elige para simbolizar la paz. El movimiento recibió el Premio Sájarov a la Libertad de Pensamiento del Parlamento Europeo en 2005. Entre sus miembros se encuentran Laura Pollán Toledo (fallecida), Berta Soler, Dolia Leal Francisco, Julia Núñez, Alejandrina García de la Riva, Gloria Amaya González, Milka Maria Peña, Melba Santana Ariz, Clara Lourdes Prieto, Yolanda Vera Nerey y Gisela Sánchez Verdecia.
El movimiento surgió en 2003, tras la llamada Primavera Negra de Cuba. Agrupa a las esposas y madres de las 75 personas, entre ellos algunos personajes conocidos, que en marzo de ese año fueron condenados a penas de hasta 28 años de prisión por "atentar contra el Estado" y "socavar los principios de la Revolución", entre otras acusaciones judiciales. El grupo ha recibido tanto apoyo como críticas en el plano internacional. El 29 de marzo de 2010 se celebraron manifestaciones de apoyo a las Damas en las ciudades de Los Ángeles, Nueva York, Miami y Madrid, encabezadas por cubanos como el actor Andy García, la cantante Gloria Estefan y el exterrorista y espía cubano de la CIA Luis Posada Carriles.
Recientemente, las damas de blanco fueron representadas en un documental de la Human Rights Foundation sobre su lucha en Cuba. La bandera que identifica a dicha organización es la bandera de la libertad y los derechos humanos, creada en República Dominicana, por Darys Manuel Polanco Valenzuela. Es una bandera color roja, azul con 5 estrellas identificando a los 5 continentes, en el medio está la balanza de la justicia y las estrellas rodeada del color negros.

## Orígenes

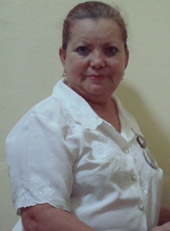
Laura Pollán Toledo, líder de las Damas de Blanco.

Durante la Primavera Negra de 2003, el gobierno cubano arrestó y juzgó sumariamente y condenó a 75 activistas de derechos humanos, periodistas independientes y bibliotecarios independientes a penas de hasta 28 años de prisión, por "supuestamente" recibir fondos del gobierno estadounidense y colaborar con diplomáticos estadounidenses.
Por su parte, el gobierno cubano acusó a los 75 individuos de "actos contra la independencia o la integridad territorial del Estado", incluida la pertenencia a "organizaciones ilegales", la aceptación de dinero de la Sección de Intereses de los Estados Unidos en La Habana y el "secuestro", "actividades terroristas", y colaborando con medios extranjeros. En opinión del Comité para la Protección de los Periodistas, la Primavera Negra violó las normas más básicas del derecho internacional, incluido el artículo 19 del Pacto Internacional de Derechos Civiles y Políticos, que garantiza a toda persona el derecho a "buscar, recibir y difundir informaciones e ideas de todo tipo, sin consideración de fronteras, ya sea de forma oral, escrita o impresa, en forma artística o por cualquier otro medio de su elección".
Bajo el liderazgo de Laura Pollán, se formó el grupo Damas de Blanco dos semanas después de las detenciones. Los familiares de los presos comenzaron a reunirse los domingos en la Iglesia de Santa Rita en La Habana para orar por sus familiares. Después de cada misa, iniciaban una procesión ritual desde la iglesia hasta un parque cercano. La ropa blanca que visten recuerda a las Madres de Plaza de Mayo argentinas, que utilizaron una estrategia similar para exigir información sobre sus hijos desaparecidos a la junta militar de los años setenta. Cada marchante lleva un botón con una foto de su pariente encarcelado y el número de años a los que ha sido condenado.
El gobierno cubano ha criticado a las Damas de Blanco y detenido a varias de sus miembros acusandolas de "supuestamete" ser una "asociación subversiva de terroristas respaldados por Estados Unidos". El Domingo de Ramos de 2005, la progubernamental Federación de Mujeres Cubanas envió a 150 mujeres a protestar contra el grupo. En ocasiones, muchedumbres considerables han atacado a las Damas de Blanco, gritándoles insultos y ayudando a la policía a arrojarlas a los autobuses policiales. Sin embargo, desde que el cardenal Jaime Ortega Alamino intervino en su nombre en 2010, generalmente se les ha permitido protestar fuera de su iglesia. También realizan actividades en otras ciudades del país. Terminan su caminata con una oración, luego gritan “¡Libertad, libertad, libertad!”.

## Distinciones y reconocimientos

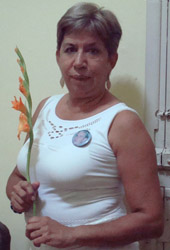
Julia Nuñez, miembro de Damas de Blanco, grupo disidente surgido en la Primavera Negra.

En abril de 2004, el Parlamento Europeo aprobó una resolución en apoyo a los presos políticos, solicitando su liberación y declarando que su arresto "vulnera los más elementales derechos humanos, en especial la libertad de expresión y de asociación política". El texto reclama además al gobierno cubano "señales significativas en el camino hacia un respeto pleno de las libertades fundamentales, en especial, la libertad de expresión y de asociación política". El Consejo de Ministros de la Unión Europea también realizó una declaración pública definiendo las acciones cubanas al respecto como "deplorables".
Asimismo, el movimiento le fue otorgado, conjuntamente con Reporteros sin Fronteras y el abogado nigeriano de derechos humanos Huawa Ibrahimel, el Premio Sajarov para la Libertad de Pensamiento otorgado por el Parlamento Europeo en el 2005 distinguiendo su labor en el área de los Derechos humanos. 5 de las líderes del movimiento fueron seleccionados para recibir el premio, aunque no pudieron asistir a la ceremonia de entrega al denegarles el gobierno cubano la salida del país a todas las representantes.  A algunas de las mujeres se les impidió visitar a sus maridos para contarles el premio, pero Laura Pollán dijo al Wall Street Journal que quienes se lo dijeron "están muy felices y muy orgullosas".
Berta Soler recibió el premio en nombre de la organización de manos de Martin Schulz, en su primer viaje al extranjero en 2013. Se le permitió salir debido a que Cuba flexibilizó sus normas de viaje. Para los miembros de la asociación: “Este premio es un escudo que protege nuestra lucha pacífica y queremos agradecerlo al Parlamento Europeo. Empezamos a luchar por la libertad de 75 hombres, luego por la de todos los presos políticos y por los derechos humanos.
En febrero de 2006 el Parlamento Europeo aprobó una resolución de apoyo a las Damas de Blanco. También han sido galardonadas con el premio Libertad Pedro Luis Boitel 2005. En octubre de 2006 les fue otorgado el premio de Human Rights First, ONG con sede en Nueva York. Nuevamente, el gobierno cubano les negó el permiso de salida para participar en la entrega de premios.

## Críticas
Las Damas de Blanco son blanco habitual de críticas y descalificaciones por parte del gobierno cubano, el cual las considera "mercenarias" y afirma que las financia la sección de intereses de los Estados Unidos en La Habana. También han recibido varios actos de repudio por parte de asociaciones progubernamentales, como la Federación de Mujeres Cubanas.
Fuera de Cuba, han recibido duras críticas de parte de Hebe de Bonafini, presidenta de la asociación que integra el movimiento argentino de derechos humanos Madres de Plaza de Mayo, quien niega cualquier paralelismo entre ambos colectivos. A su juicio, "las llamadas Damas de Blanco defienden el terrorismo de Estados Unidos y las Madres de la Plaza de Mayo simbolizamos el amor a nuestros hijos asesinados por tiranos impuestos por Estados Unidos".
En 2013, el medio Cubainformación publicó que siete miembros y exmiembros de las Damas de Blanco denunciaron a la presidenta Berta Soler por el desvío de los fondos económicos que reciben del exterior. Aunque no está claro si Estados Unidos tuvo un papel en la creación de la organización, los cables diplomáticos clasificados publicados por WikiLeaks muestran que la Sección de Intereses de los Estados Unidos en La Habana solicitó fondos para las Damas de Blanco y que trabajar con el grupo ocupa un lugar destacado en las actividades de la sección.

## Persecución política

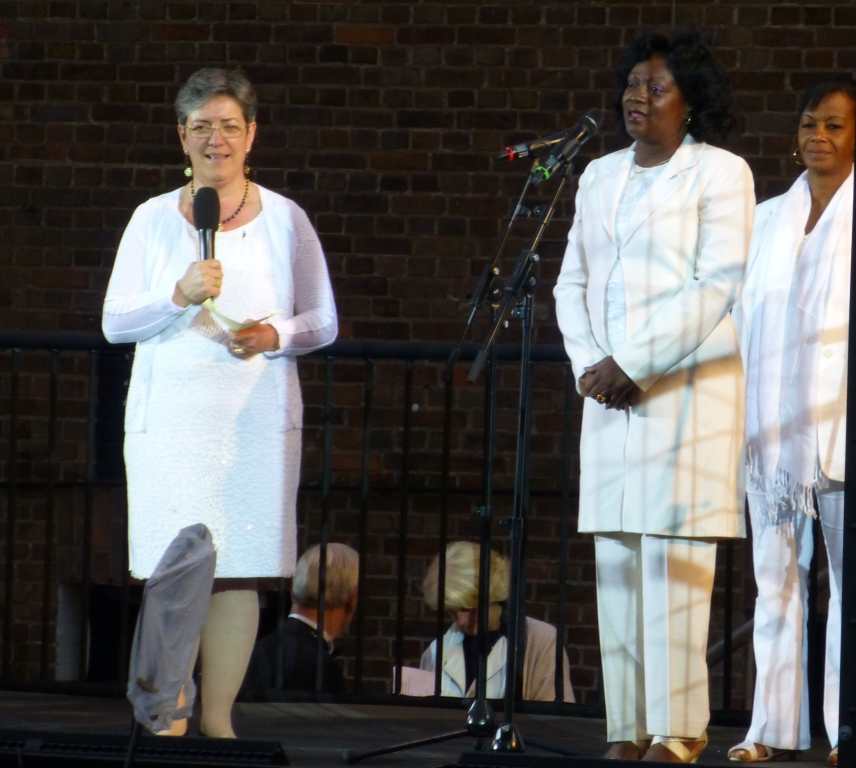
Damas de Blanco.

En 2009, Amnistía Internacional mencionó la intervención de las autoridades cubanas para impedir que miembros de las Damas de Blanco se manifestaran pacíficamente: “Las autoridades cubanas deben poner fin al incesante acoso a los activistas que intentan ejercer pacíficamente su derecho a la libertad de expresión y asociación”.

### Arrestos en 2010 y 2011
En marzo de 2010, unos cuarenta activistas marcharon y gritaron “¡Viva Zapata! , que lleva el nombre del preso Orlando Zapata , quien murió el 23 de febrero tras una huelga de hambre de 80 días. Estuvopresente la madre de Zapata, Reina Luisa Tamayo. En una protesta en La Habana el 30 de noviembre de 2010, la integrante del grupo Ivonne Malleza Galano fue detenida junto con su esposo Ignacio Martínez Montejo. Ella y su esposo sostenían una pancarta que decía "Basta de hambre, miseria y pobreza en Cuba" en el Parque de la Fraternidad de La Habana. Dos policías confiscaron la pancarta, la esposaron a ella y a Martínez y las subieron a un vehículo policial mientras la multitud que los rodeaba exigía su liberación. Cuando la espectadora y también manifestante Isabel Haydee Álvarez Mosqueda se opuso a su arresto, ella también fue detenida. Malleza y Álvarez fueron trasladados a la cárcel de mujeres Manto Negro de La Habana. Los tres presos permanecieron detenidos sin cargos, aunque se les dijo a sus familiares que los tres estaban siendo investigados por "desorden público".
Los tres arrestos fueron denunciados por numerosos grupos de derechos humanos, incluida la Comisión Cubana de Derechos Humanos y Reconciliación Nacional, con sede en La Habana, que describió a los tres presos como "tres personas que simplemente realizaron una pequeña protesta pacífica en las calles sin ningún tipo de fuerza o violencia". Amnistía Internacional nombró a los tres presos de conciencia y pidió su liberación inmediata e incondicional. La organización Front Line, con sede en Irlanda, pidió su liberación el 15 de diciembre de 2011. El 13 de enero de 2012, los representantes estadounidenses Ileana Ros-Lehtinen, Mario Díaz-Balart, Albio Sires y David Rivera emitió una declaración bipartidista instando a la liberación de los prisioneros y calificó su detención de "espantosa e injusta". Los senadores estadounidenses Marco Rubio y Robert Menéndez también emitieron un comunicado pidiendo su liberación y condenando la "tiranía implacable" de "los hermanos Castro".
Malleza, Martínez y Álvarez fueron liberados el 20 de enero después de 52 días de prisión; la liberación se produjo pocas horas después del anuncio de Amnistía Internacional de su designación de prisionero de conciencia. La organización informó que las autoridades les dijeron a los tres que enfrentarían "duras sentencias" si continuaban con sus actividades antigubernamentales. Las Damas de Blanco también participaron en una vigilia por el disidente encarcelado Wilmar Villar Mendoza quien luego murió en huelga de hambre. En 2011, Laura Pollán, líder de las Damas de Blanco, murió a causa de una infección respiratoria. Le sucede Berta Soler.

### Arrestos en 2012

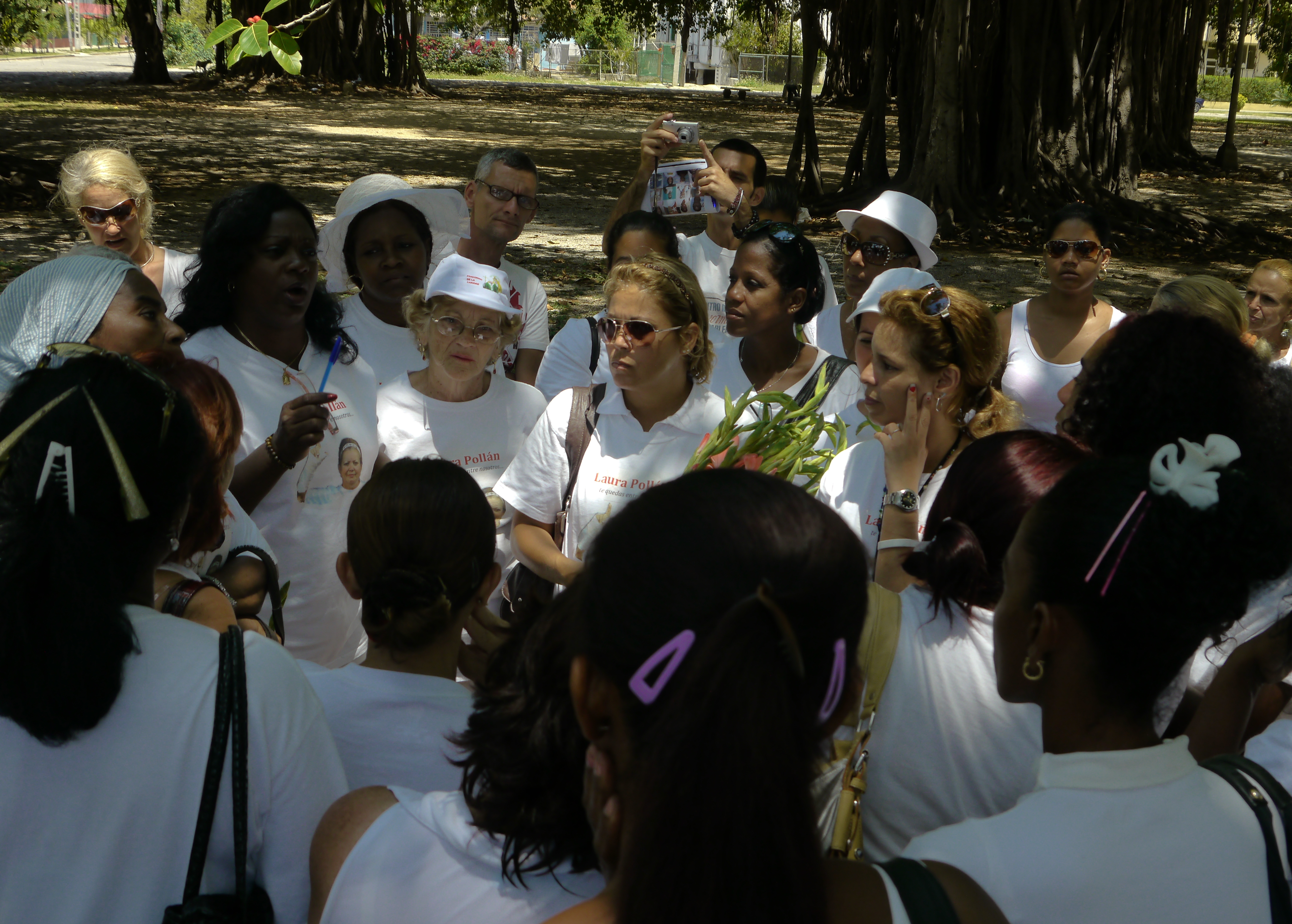
Berta Soler entre Damas de Blanco.

Aproximadamente 70 miembros de las Damas de Blanco fueron detenidos el fin de semana del 16 al 17 de marzo de 2012, incluida Berta Soler, la líder actual del grupo. Muchos de ellos fueron arrestados cuando iban o venían de misa , a la que suelen asistir juntos antes de su marcha de protesta del domingo. Los 70 quedaron en libertad sin cargos el 19 de marzo. Sin embargo, la policía secreta de Cuba les indicó que ya no se les permitiría protestar.
Un reportero de BBC News afirmó que grupos de protesta como las Damas de Blanco buscaban elevar su perfil antes de la inminente visita del Papa Benedicto XVI —de quien se esperaba que discutiera el tema de los derechos humanos con el gobierno cubano— y que los cubanos En consecuencia, el Partido Comunista buscaba reprimir las protestas.
El 21 de marzo, Amnistía Internacional designó a Yasmin Conyedo Riveron, miembro encarcelado de Damas de Blanco, ya su esposo, Yusmani Rafael Álvarez Esmori, como presos de conciencia. Los dos habían sido arrestados en enero y acusados de "violencia contra un funcionario estatal" luego de una discusión con un funcionario local del Partido Comunista. La pareja fue puesta en libertad bajo fianza el 5 de abril. El 9 de diciembre, la policía en Cuba arrestó a unas 80 Damas de Blanco, presuntamente utilizando la violencia al detener a algunas de ellas. En total, entre 100 y 150 disidentes fueron puestos bajo arresto domiciliario.

### Arrestos en 2015 y 2016

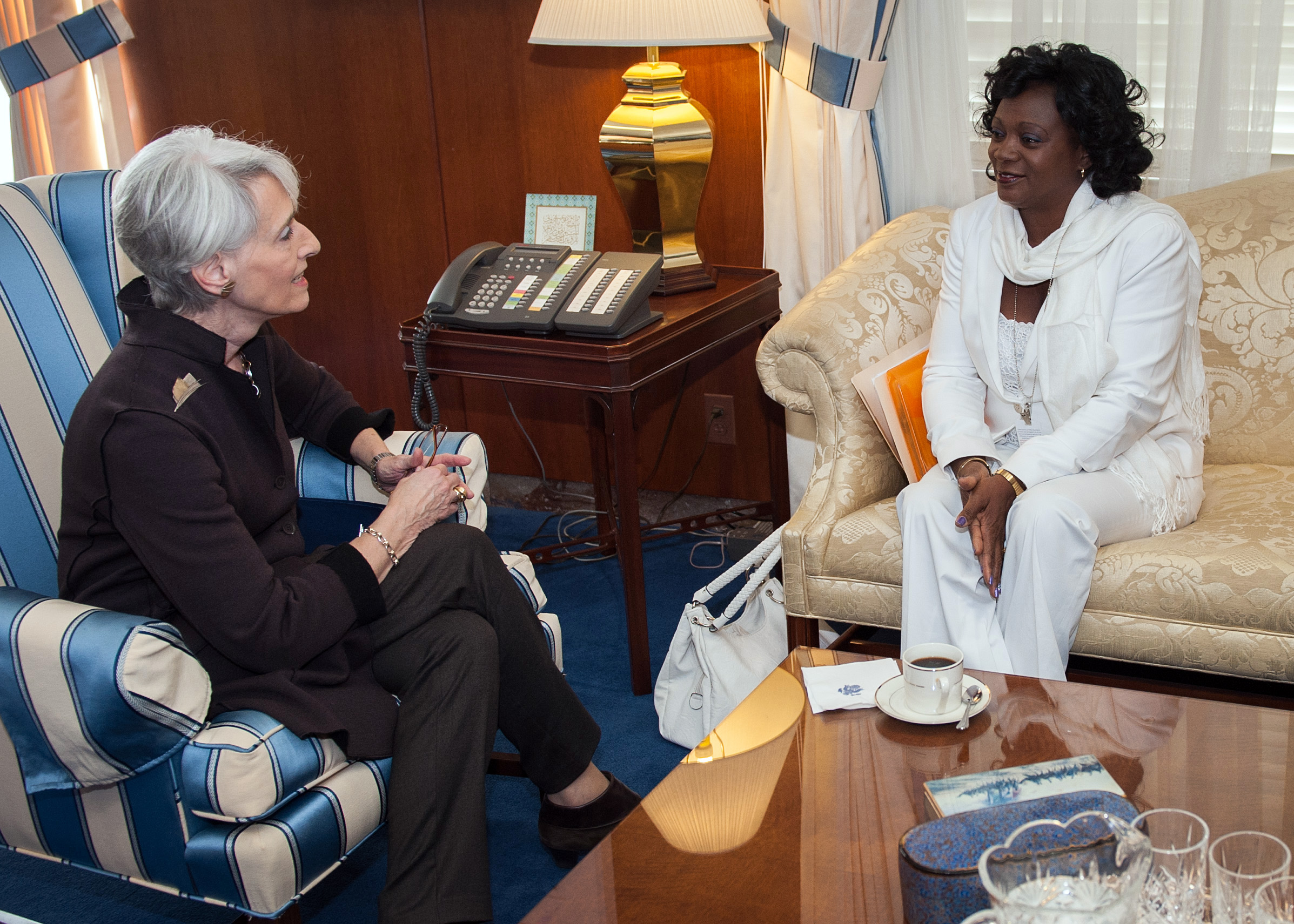
La subsecretaria de Asuntos Políticos Wendy Sherman se reúne con Berta Soler, vocera de las Damas de Blanco, en el Departamento de Estado de Estados Unidos. en Washington D. C.

Berta Soler anuncia que el 18 de diciembre al menos 20 casas y la sede de las Damas de Blanco fueron aisladas para impedir cualquier salida. Esta represión es concomitante con las primeras manifestaciones de opositores tras la muerte de Fidel Castro. Hebe de Bonafini, presidenta de la asociación de las Madres de Plaza de Mayo con la que la prensa internacional suele comparar a las damas de blanco, se opone por el contrario a cualquier analogía y explica que "está totalmente en desacuerdo con sus declaraciones". En 2015, periodistas de 14ymedio fueron impedidos de cubrir una manifestación de las Damas de Blanco.

En febrero de 2015, 53 integrantes de Damas de Blanco fueron detenidas por el régimen cubano tras una marcha por La Habana tras una misa. Horas antes de la histórica visita del presidente Barack Obama a Cuba, el 19 de marzo, las autoridades cubanas detuvieron a más de 50 integrantes de las Damas de Blanco durante su marcha semanal. Algunos miembros creían que las autoridades cubanas les permitirían protestar sin ser arrestados debido a la presencia de reporteros internacionales y un jefe de Estado extranjero. Soler expresó los siguientes pensamientos antes de ser arrestado:
"Para nosotros, es muy importante que hagamos esto para que el presidente Obama sepa que aquí hay mujeres que luchan por la libertad de los presos políticos. Y él necesita saber que estamos aquí siendo reprimidos simplemente por ejercer nuestro derecho a expresarnos y manifestarnos de manera no violenta”.

### 2017 y actualidad
En 2017 las Damas de Blanco alertaron sobre un plan del gobierno cubano para disolver el grupo. En septiembre de 2019, la Unión Patriótica de Cuba, coordinada en Cuba por José Daniel Ferrer, llama a apoyar alas Damas de Blanco. En 2020, las Damas de Blanco apoyan al Movimiento San Isidro, que desafía notablemente el Decreto 349, que se considera liberticida. Esto requiere que los artistas obtengan la autorización previa del Ministerio de Cultura antes de actuar en espacios públicos o privados. El Decreto 349 también prohíbe la venta de libros cuyo contenido sea "perjudicial para la ética y los valores culturales" de Cuba. Durante las protestas en Cuba de 2021, las Damas de Blanco anunciaron la detención de Berta Soler, quien encabezaba el grupo.

## Apoyo en el exterior
En marzo de 2010 se desarrolló un desfile en apoyo al grupo en la ciudad de Miami, convocado por los cubanos exiliados, donde participaron además artistas cubanos como: Gloria Estefan, Willy Chirino, Olga Guillot, Albita Rodríguez y Amaury Gutiérrez. También el exitoso cantante colombiano Juanes expresó su apoyo por su red de Twitter; la colombiana Shakira se expresó al respecto de esta marcha:

Hoy me uno a la convocatoria realizada por Gloria Estefan en apoyo a las Damas de Blanco, verdaderas heroínas de nuestro tiempo, estandartes de la valentía femenina y víctimas de la represión y la violación de los derechos humanos en Cuba.
Comunicado de prensa en Bogotá

## Miembros
- Laura Pollán, cuyo esposo Héctor Maseda cumple una condena de 20 años.
- Miriam Leivas es una periodista independiente y activista de derechos humanos, cofundó el grupo en 2003,[54] Es esposa del disidente Oscar Espinosa Chepe encarcelado desde marzo de 2003 hasta noviembre de 2004 cuando fue liberado condicionalmente debido a una grave enfermedad.
- Berta Soler, cuyo esposo Ángel Moya Acosta cumple 20 años.
- Loida Valdés, cuyo marido Alfredo Felipe Fuentes fue condenado a 26 años.
- Julia Núñez, cuyo esposo Adolfo Fernández Saínz cumple 15 años.
- Mirian Reyes cuyo hijo tuvo que exiliarse en Estados Unidos tras estar en prisión. Ella ha estado sin hogar desde que un ciclón destruyó su hogar en la parte oriental de Cuba.[15]
- Niurka Luque Álvarez fue detenida el 17 de marzo de 2012 junto con otras 17 Damas de Blanco, permaneció en prisión durante 7 meses antes de ser liberada en octubre de 2012 en espera de juicio. Por su parte Sonia Garro Alfonso y su esposo Ramón Alejandro Muñoz continúan en prisión.[55]
- Niurkis, una joven habanera , cuyo esposo Lamberto Hernández Plana está en prisión desde 2012, sobrevive vendiendo dulces.[15]